# Canuellopsis mediterranea
Canuellopsis mediterranea är en kräftdjursart som beskrevs av Soyer 1966. Canuellopsis mediterranea ingår i släktet Canuellopsis och familjen Canuellidae. Inga underarter finns listade i Catalogue of Life.